# Xanthorhoe mesilauensis
Xanthorhoe mesilauensis là một loài bướm đêm trong họ Geometridae.